# Pingwinarium

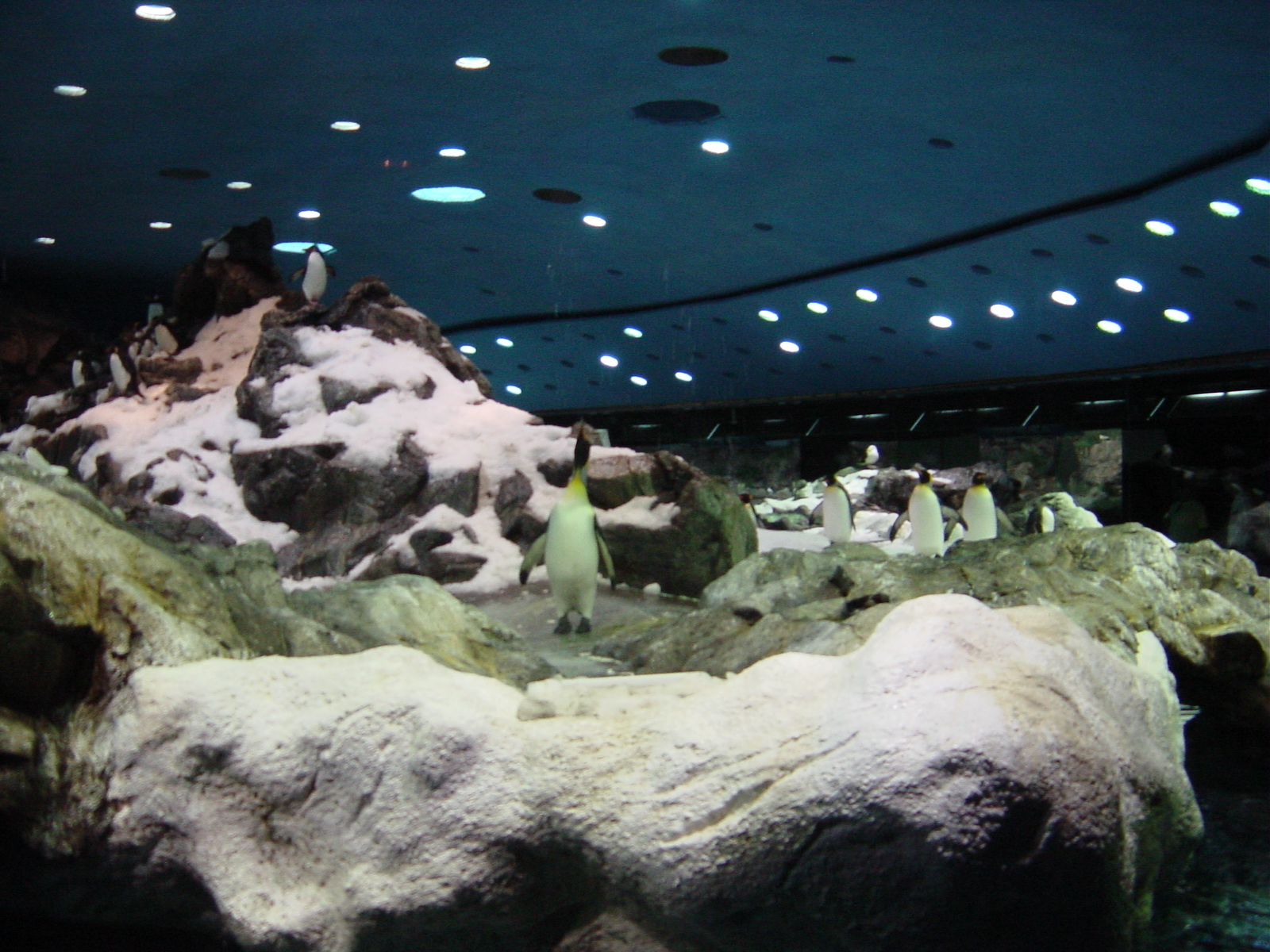
Pingwinarium w Loro Parque (Hiszpania)

Pingwinarium (ang. penguinarium) – część ogrodu zoologicznego, rzadziej odrębny obiekt zajmujący się hodowlą, badaniem oraz eksponowaniem pingwinów. Jednym z najbardziej znanych placówek tego typu na świecie pingiwnarium jest australijskie Kangaroo Island Penguine Centre.

## Lista pingiwnariów
- Pingiwnarium w Oceaneum w Stralsundzie (Niemcy)
- Pingiwnarium w Tierpark Berlin (Niemcy)
- Pingiwnarium w Loro Parque (Hiszpania)
- Pingwinarium w Pekińskim Zoo (Chiny)
- Pingwinarium w Śląskim Ogrodzie Zoologicznym (Chorzów)
- Pingwinarium w Afrykanarium we Wrocławiu